# Nashwan
Nashwan (1986-2002) est un cheval de course pur-sang anglais britannique, par Blushing Groom et Height of Fashion (par Bustino). Né et élevé dans le Kentucky, propriété du Cheikh Hamdan Al Maktoum, il fut entraîné par le célèbre Dick Hern, et monté durant toute sa carrière par le jockey Willie Carson. 

## Carrière de courses
Né à Shadwell Farm, le haras de son propriétaire à Lexington, Kentucky, Nashwan commença sa carrière en Angleterre par une victoire à Newbury en août 1988, et s'adjugea une listed race en octobre à Ascot, devant un peloton où figurait le débutant Cacoethes. Il ne se révéla réellement qu'à 3 ans. Au printemps 1989, une rumeur de plus en plus pressante relative à d'impressionnants entraînements matinaux le place favori des 2000 Guinées à 3/1. Le poulain répond présent à l'enthousiasme qu'il suscite en s'imposant facilement, devant Exbourne et la future star des haras Danehill. En juin, il remporte une victoire écrasante, par 5 longueurs, dans le Derby devant l'extrême outsider Terimon (parti à 500/1) et Cacoethes. Non seulement il devient le premier poulain depuis Nijinsky en 1970 à réaliser le doublé 2000 Guinées-Derby, mais surtout le style de sa victoire en fait l'un des plus brillants lauréats de son époque. Cependant, de l'autre côté de la Manche, un autre Anglais, Old Vic, a fait une impression tout aussi remarquable dans le Prix du Jockey-Club, qu'il a survolé par 7 longueurs, et se pose lui aussi en candidat au titre de meilleur poulain de sa génération. On attend, on espère, un match entre ces deux prodiges pour trancher. 
Il ne viendra jamais. Old Vic prend le chemin du Curragh et s'en va cueillir d'une classe l'Irish Derby, mais sa saison s'arrête là, on ne le reverra plus. De son côté Nashwan choisit les Eclipse Stakes, sur 2 000 mètres, et y affronte pour la première fois ses aînés, parmi lesquels la championne Indian Skimmer. Il s'acquitte avec brio de sa tâche, l'emportant à nouveau par 5 longueurs. Malheureusement débarrassé de Old Vic, il confirme sa suprématie sur l'Europe dans les King George VI and Queen Elizabeth Diamond Stakes mais, contrairement à son habitude, il doit s'employer pour vaincre, et ne repousse que d'un nez l'assaut de son vieil adversaire Cacoethes. Néanmoins, Nashwan est invaincu après 6 courses, et considéré comme un champion d'exception, doté d'une classe inouïe et d'une accélération stupéfiante. 
Son parcours triomphal naturellement doit se conclure dans le Prix de l'Arc de Triomphe en octobre à Longchamp. Mais le prodige manque sa rentrée dans le Prix Niel, terminant seulement à la troisième place de la course remportée par Golden Pheasant. Peut-être a-t-il été marqué par ses efforts dans les King George ? Toujours est-il que cette seule et unique défaillance a raison de la carrière du champion, que son entourage renonce à présenter dans l'Arc, peut-être par crainte de ternir son prestige. Celui-ci reste entier, même si, curieusement, les handicapeurs le sous-estimèrent peut-être, lui faisant au moins payer sa dérobade devant l'Arc. Malgré le sans-faute 2000 Guinées-Derby-King George, ce cheval que son entraîneur tenait en aussi haute estime que le légendaire Brigadier Gerard reçut de Timeform un rating de 135, un point de moins que Old Vic.

### Résumé de carrière
| Date         | Hippodrome  | Pays        | Course                                  | Statut      | Distance    | Jockey      | Place       | Écart       | Vainqueur ou deuxième |
| 1988, 2 ans  | 1988, 2 ans | 1988, 2 ans | 1988, 2 ans                             | 1988, 2 ans | 1988, 2 ans | 1988, 2 ans | 1988, 2 ans | 1988, 2 ans | 1988, 2 ans           |
| ------------ | ----------- | ----------- | --------------------------------------- | ----------- | ----------- | ----------- | ----------- | ----------- | --------------------- |
| 13 août      | Newbury     | Royaume-Uni | Maiden                                  |             | 1 400 m     | W. Carson   | 1er / 27    | 3/4         | Young Turpin          |
| 8 octobre    | Ascot       | Royaume-Uni | Red Oaks Autumn Stakes                  | Listed      | 1 600 m     | W. Carson   | 1er / 6     | 4           | Optimist              |
| 1989, 3 ans  |             |             |                                         |             |             |             |             |             |                       |
| 6 mai        | Newmarket   | Royaume-Uni | 2000 Guinées                            | Gr. 1       | 1 600 m     | W. Carson   | 1er / 14    | 1           | Exbourne              |
| 7 juin       | Epsom       | Royaume-Uni | Derby                                   | Gr. 1       | 2 400 m     | W. Carson   | 1er / 12    | 5           | Terimon               |
| 8 juillet    | Sandown     | Royaume-Uni | Eclipse Stakes                          | Gr. 1       | 2 000 m     | W. Carson   | 1er / 6     | 5           | Opening Verse         |
| 22 juillet   | Ascot       | Royaume-Uni | King George VI & Queen Elizabeth Stakes | Gr. 1       | 2 400 m     | W. Carson   | 1er / 7     | enc.        | Cacoethes             |
| 17 septembre | Longchamp   | France      | Prix Niel                               | Gr. 2       | 2 400 m     | W. Carson   | 3e / 8      | 2           | Golden Pheasant       |

## Au haras
Devenu étalon, Nashwan allait s'affirmer comme un bon reproducteur, dont les meilleurs produits brillèrent sur la distance classique. Au début des années 2000, son prix de saillie s'élevait à £ 35 000. 
Parmi ses meilleurs produits, citons :  
- Bago  - Prix de l'Arc de Triomphe, Grand Prix de Paris, Critérium international, Prix Ganay, Prix Jean Prat.
- Swain - King George (deux fois), Coronation Cup, Irish Champion Stakes, troisième de l'Arc. Le meilleur continuateur de Nashwan au haras.
- Wandesta - Santa Barbara Handicap, Santa Ana Handicap, Matriarch Stakes. Jument de l'année sur le gazon aux États-Unis en 1996.
- One So Wonderful - International Stakes.
- Nadia  - Prix Saint-Alary, deuxième du Prix de Diane.

Nashwan s'est éteint en juillet 2002.

## Origines
Fils du grand étalon Blushing Groom, père notamment de Arazi et Rainbow Quest, Nashwan a pour mère Height of Fashion, une fille de Bustino et de la championne appartenant à la Reine d'Angleterre Highclere, qui remporta les 1000 Guinées, le Prix de Diane, et termina 2e des King George de Dahlia, avant de tracer une lignée exceptionnelle au haras. 
Acquise auprès de la Reine d'Angleterre pour 1,5 million de livres, invaincue et championne des 2 ans anglaises, lauréate des Princess of Wales's Stakes (Gr.2), Height of Fashion allait elle-même tracer au haras au point de devenir une jument-base de l'élevage Shadwell, engendrant, outre Nashwan, plusieurs mâles de très haut niveau : 
- Alwasmi (Northern Dancer) : vainqueur d'un Groupe 3 en Angleterre, placé de Groupe 2 en Europe et aux États-Unis, et 4e de l'Irish St Leger, étalon.
- Unfuwain (Northern Dancer) : Princess of Wales's Stakes, 2e des King George, 4e Prix de l'Arc de Triomphe. Étalon de premier plan, auteur 9 vainqueurs de Groupe 1, dont trois lauréates des Irish Oaks (Bolas, Petrushka, Lailani), Lahan (1000 Guinées), Eswarah (Oaks) ou encore Alhaarth (champion 2 ans en 1995).
- Nayef (Gulch) : Prince of Wales's Stakes, International Stakes, Dubaï Sheema Classic, étalon.
- Sarayir (Mr. Prospector), mère de :
  - Ghanaati (Giant's Causeway) : 1000 Guineas, Coronation Stakes, 2e Sun Chariot Stakes, 3e Sussex Stakes.
- Bashayer (Mr. Prospector) :
  - Deuxième mère de Lahuhood (par Singspiel) : Flower Bowl Invitational Handicap, Breeders' Cup Filly & Mare Turf.
    - Deuxième mère du crack Baaeed, cheval de l'année en Europe (2022), et de son frère Hukum (Coronation Cup, King George)

### Pedigree
| Origines de Nashwan (USA), mâle alezan né en 1986 | Origines de Nashwan (USA), mâle alezan né en 1986 | Origines de Nashwan (USA), mâle alezan né en 1986 | Origines de Nashwan (USA), mâle alezan né en 1986 |
| ------------------------------------------------- | ------------------------------------------------- | ------------------------------------------------- | ------------------------------------------------- |
| Père Blushing Groom                               | Red God                                           | Nasrullah                                         | Nearco                                            |
| Père Blushing Groom                               | Red God                                           | Nasrullah                                         | Mumtaz Begum                                      |
| Père Blushing Groom                               | Red God                                           | Spring Run                                        | Menow                                             |
| Père Blushing Groom                               | Red God                                           | Spring Run                                        | Boola Brook                                       |
| Père Blushing Groom                               | Runaway Bride                                     | Wild Risk                                         | Rialto                                            |
| Père Blushing Groom                               | Runaway Bride                                     | Wild Risk                                         | Wild Violet                                       |
| Père Blushing Groom                               | Runaway Bride                                     | Aimée                                             | Tudor Minstrel                                    |
| Père Blushing Groom                               | Runaway Bride                                     | Aimée                                             | Emali                                             |
| Mère Height of Fashion                            | Bustino                                           | Busted                                            | Crepello                                          |
| Mère Height of Fashion                            | Bustino                                           | Busted                                            | Sans le Sou                                       |
| Mère Height of Fashion                            | Bustino                                           | Ship Yard                                         | Doutelle                                          |
| Mère Height of Fashion                            | Bustino                                           | Ship Yard                                         | Paving Stone                                      |
| Mère Height of Fashion                            | Highclere                                         | Queen's Hussar                                    | March Past                                        |
| Mère Height of Fashion                            | Highclere                                         | Queen's Hussar                                    | Jojo                                              |
| Mère Height of Fashion                            | Highclere                                         | Highlight                                         | Borealis                                          |
| Mère Height of Fashion                            | Highclere                                         | Highlight                                         | Hypericum (Famille 2-f)                           |